# 壬生部
壬生部（みぶべ）とは、大王（天皇）の皇子・皇女のために置かれた部。乳部とも記される。

## 概要
いわゆる名代・子代の一種で、皇子の養育料を負担したとされる。かつては固有名詞を冠して額田部・ 白髪部のように称されてきたが、后妃の資養を担当する私部の設立とともに、大王の位の継承者の地位も確立し、壬生部が置かれるようになったものと推察される。
『日本書紀』によると、推古天皇15年2月（607年）に神祇を重んじる詔が出された同年に設置されたとされ、皇子・皇女全般の部とするほか、大兄や皇太子のような皇位継承者のための部とする説もあり、湯坐（貴人の産児に湯をつかわせる役職）との関連性も問われている。
多くはその役目を終えると消滅するが、中には皇子の名を冠した品部として存続するものもあり、聖徳太子の薨去後も上宮家が乳部を保持し、蘇我入鹿が父蝦夷とともに墓を造る際に、上宮家の乳部の民を使役に使い、上宮大娘姫王（かみつみや の おおいらつめのみこ）から非難されている。
また、朱鳥元年（686年）の天武天皇崩御の際に、大海蒭蒲（おほしあま の あらかま）が、天皇の幼少時を偲んで壬生の事を誄（しのびごと）した例なども見られ、個別の主従関係なども見受けられる。